# 高橋雄豺
高橋 雄豺（たかはし ゆうさい、明治22年（1889年）11月3日 - 昭和54年（1979年）8月26日）は、内務官僚、実業家、ジャーナリスト。香川県知事。

## 経歴
愛媛県西条市出身。高橋岩吉の長男として生まれる。明治40年（1907年）3月、北予中学（現松山北高校）卒業。明治42年（1909年）11月、警視庁巡査となる。
1909年12月、神田警察署勤務となり、深川警察署、三ノ橋警察署、本所相生警察署、早稲田警察署で勤務。大正4年（1915年）2月、警察官練習所を卒業。同年3月、内務省に転じ、内務属として警保局保安課に配属され、さらに同局図書課に異動。同年10月、文官高等試験行政科試験に首席で合格。
大正5年（1916年）7月、静岡県警視・警察部保安課長に就任し、さらに同内務部学課長を務め、大正9年（1920年）8月に休職。大正11年（1922年）まで欧米に留学し、警察制度法を研究した。1922年10月、内務書記官・警保局警務課長に就任。以後、静岡県書記官・内務部長、警視庁書記官・警務部長を歴任。昭和6年（1931年）6月、香川県知事に任ぜられる。同年12月18日に休職し、翌年1月29日、依願免本官となり退官した。
昭和8年（1933年）1月、読売新聞社に外報部長として入社。正力松太郎のもとで主筆、副社長を務める。
昭和20年（1945年）12月に読売新聞社副社長を辞任。昭和22年（1947年）2月から昭和26年（1951年）6月まで公職追放となった。昭和30年（1955年）6月に読売新聞社副社長に復帰し、昭和40年（1965年）10月まで在任。その間にはプロ野球東京讀賣巨人軍球団社長、日本新聞協会会長なども務めた。
昭和45年（1970年）6月、読売新聞社最高顧問に就任した。
昭和33年（1958年）2月、中央大学から法学博士号を授与された。また警察大学校名誉教授にも就いている。
昭和54年（1979年）8月26日に死去。89歳没。

## 親族
- 妻 高橋タネ（愛媛県、高木秀吉の長女）
- 三女（安部英の妻）

## 著書
- 『英国警察制度論』松華堂書店、1935年。
- 『明治警察史研究』第1巻-第4巻、令文社、1960年-1972年。